# قانون الحماية البحرية والبحوث والمحميات لعام 1972
قانون الحماية البحرية والبحوث والمحميات لعام 1972 أو قانون الإغراق في المحيط هو أحد القوانين البيئية العديدة التي أقرها الكونجرس الأمريكي في عام 1972. يحتوي القانون على هدفين أساسيين: تنظيم التخلص المتعمد من المواد في المحيطات، والترخيص لأي بحث ذي صلة. في حين أن قانون الحماية البحرية والبحوث والمحميات ينظم إلقاء النفايات في المحيطات ويوفر برنامجًا بحثيًا حول إغراق المحيطات، فإنه ينص أيضًا على تحديد وتنظيم المحميات البحرية. ينظم القانون إغراق المحيط بجميع المواد التي تتجاوز الحدود الإقليمية (3 أميال 4.8 كم من الشاطئ) ويمنع أو يحد بشكل صارم من إغراق المواد التي «من شأنها أن تؤثر سلبًا على صحة الإنسان أو الرفاهية أو المرافق أو البيئة البحرية أو النظم البيئية، أو الإمكانات الاقتصادية». خول قانون الحماية البحرية والبحوث والمحميات وكالة حماية البيئة الأمريكية لتنظيم إغراق المحيط بالمواد بما في ذلك، على سبيل المثال لا الحصر النفايات الصناعية وحمأة الصرف الصحي والعوامل البيولوجية والعوامل المشعة والنووية والبيولوجية والكيميائية، والقمامة والمواد الكيميائية والبيولوجية والمختبرية وكذلك النفايات الأخرى في المياه الإقليمية لـ الولايات المتحدة من خلال برنامج تصريح. يمكن لوكالة حماية البيئة إصدار تصاريح لإغراق المواد بخلاف غنائم الجرف إذا قررت الوكالة، من خلال إشعار عام وعملية كاملة، وأن التفريغ لن يؤدي بشكل غير معقول إلى تدهور أو تعريض صحة الإنسان أو الرفاهية أو البيئة البحرية للخطر. يحتوي القانون أيضًا على أحكام تتعلق بإنشاء محميات بحرية، وإجراء أبحاث للتخلص من المحيطات ومراقبة جودة المياه الساحلية.